# Brache (Einheit)
Die Brache war ein französisch/niederländisches Längenmaß und in Brügge die sogenannte kleine Elle. Eine andere Bezeichnung war Schweizerelle oder Stab, da auch das Maß in der Schweiz galt. Hier war es die Demi-Aune mit 2 Fuß Länge.
- 1 Brache = 250 1/5 Pariser Linien = 0,564 Meter.

Neben der große Elle, der Aune mit 1,188 Meter, gab es noch die Leinwandelle oder kleine Aune für den Kleinhandel mit 1,143 Meter.
Die alte Brügger Elle wurde auch Brache genannt und hatte folgende Werte:
- Schweiz: 1 Brache = 310,5975 Pariser Linien = 0,700655 Meter[2]
- Belgien: 1 Brache = 0,60 Meter[3]